# Întoarcerea lui Vodă Lăpușneanu
Întoarcerea lui Voda Lăpușneanu (en romanès El retorn de Voda Lapusleanu) és una pel·lícula històrica romanesa del 1980 escrita i dirigida per Malvina Urșianu. El guió està inspirat en la novel·la Alexandru Lăpușneanul de Costache Negruzzi. Fou protagonitzada pels actors George Motoi, Silvia Popovici i Cornel Coman.

## Sinopsi
La pel·lícula representa el segon regnat del príncep Alexandru Lăpușneanu, que va tornar al tron del principat de Moldàvia el 1564 després de ser exiliat pels boiars. Lăpușneanu es venja cruelment d'aquesta traïció però, abandonat per tothom, ell mateix acaba tràgicament.
Al principi va prometre perdó a tots els boiars, però després de consolidar el seu regnat, va fer un gran dinar al qual va convidar els boiars més importants i, mentre feien festa, mercenaris estrangers els van assaltar i els van matar.

## Repartiment
- George Motoi - Alexandru Lăpușneanu,
- Silvia Popovici - Ruxandra Doamna, filla de Petru Rareș i Elena
- Cornel Coman - Petrea
- Valeriu Paraschiv - Moțoc
- Eugenia Bosânceanu - Elena Doamna, vídua de Petru Rareș i mare de Ruxandra
- Melania Ursu - Doamna Chiajna, filla de Petru Rareș i esposa de Mircea Ciobanul
- Ion Niciu - boiar Grigore Trotușan de Țara de Sus
- Daniel Bucurescu - Bogdan Lăpușneanu, fill del príncep
- Eusebiu Ștefănescu - príncep Iacob Eraclid, futur senyor de Moldàvia
- Florina Luican - Florina
- Aurel Rogalschi - soldà Solimà I el Magnífic
- Gabriel Oseciuc - Tudor Șendrea, cavaller de la cort
- Mircea Cruceanu
- Mihai Stan
- Valeria Gagealov
- Ion Crăciun
- Viorel Plăvițiu
- Miron Murea
- Cornel Ispas
- Nicolae Dide
- Constantin Păun
- Silvia Ghelan - Elisafta
- Lucia Mureșan - reina Elisabet d'Hongria, esposa de Joan I Zápolya
- Ion Muscă
- Gheorghe Șimonca
- Vasile Lucian
- Mihai Vasile Boghiță
- Ionel Popovici
- George Menelas
- Dorel Vișan - botxí sordomut
- Constantin Rășchitor
- Anatol Spânu
- George Buznea
- Bectemir Turan
- Daniela Mladin
- Dumitru Crăciun
- Dan Nuțu - hetman Tomșa, futur senyor de Moldàvia

## Producció
El rodatge es va dur a terme entre el 27 d'abril de 1978 i el 18 de juny de 1979. Els interiors es van fer a Buftea, els exteriors a Brașov, Târgu Neamț, Iași, Rădăuți, Feldioara, Hunedoara, Hârșova i Brăila. Els costos de producció van ascendir a 14.262.000 lei.

## Recepció
La pel·lícula va ser vista per 2.553.497 espectadors als cinemes romanesos, com ho demostra la situació del nombre d'espectadors enregistrats per les pel·lícules romaneses des de la data d'estrena fins al 31 de desembre de 2014, format pel Centrul Național al Cinematografiei. Fou exhibida com a part de la selecció oficial del Festival Internacional de Cinema de Sant Sebastià 1980 (aleshores no competitiu).